# Chile nos Jogos Pan-Americanos de 2023
O Chile competiu nos Jogos Pan-Americanos de 2023 em Santiago, no Chile, de 20 de outubro a 5 de novembro de 2023. O país foi sede dos jogos pela primeira vez, sendo a sua 19ª aparição nos Jogos Pan-Americanos, tendo participado de todas as edições desde a estreia dos Jogos, em 1951.

## Competidores
Abaixo está a lista do número de competidores (por gênero) participando dos jogos por esporte/disciplina.
| Esporte               | Masculino | Feminino | Total |
| --------------------- | --------- | -------- | ----- |
| Atletismo             | 22        | 21       | 43    |
| Badminton             | 4         | 4        | 8     |
| Basquetebol           | 16        | 16       | 32    |
| Beisebol              | 24        | 0        | 24    |
| Boliche               | 2         | 2        | 4     |
| Boxe                  | 7         | 6        | 13    |
| Canoagem              | 9         | 10       | 19    |
| Caratê                | 7         | 6        | 13    |
| Ciclismo              | 18        | 17       | 35    |
| Escalada esportiva    | 2         | 2        | 4     |
| Esgrima               | 10        | 10       | 20    |
| Esqui aquático        |           |          | 6*    |
| Futebol               | 18        | 18       | 36    |
| Ginástica             | 5         | 11       | 16    |
| Golfe                 | 2         | 2        | 4     |
| Handebol              | 14        | 14       | 28    |
| Hipismo               | 0         | 0        | 12*   |
| Hóquei sobre a grama  | 16        | 16       | 32    |
| Judô                  | 7         | 7        | 14    |
| Levantamento de peso  | 4         | 4        | 8     |
| Lutas                 | 12        | 6        | 18    |
| Natação               | 20        | 19       | 39    |
| Natação artística     | —         | 9        | 9     |
| Patinação sobre rodas | 5         | 5        | 10    |
| Pelota basca          | 6         | 6        | 12    |
| Pentatlo moderno      | 2         | 2        | 4     |
| Polo aquático         | 11        | 11       | 22    |
| Raquetebol            | 3         | 3        | 6     |
| Remo                  | 10        | 10       | 21*   |
| Rugby sevens          | 12        | 12       | 24    |
| Saltos ornamentais    | 5         | 5        | 10    |
| Softbol               | 0         | 18       | 18    |
| Squash                | 3         | 3        | 6     |
| Surfe                 | 5         | 5        | 10    |
| Taekwondo             | 5         | 5        | 10    |
| Tênis                 | 3         | 3        | 6     |
| Tênis de mesa         | 3         | 3        | 6     |
| Tiro com arco         | 4         | 4        | 8     |
| Tiro esportivo        | 9         | 8        | 17    |
| Triatlo               | 2         | 2        | 4     |
| Vela                  | 10        | 8        | 18    |
| Voleibol              | 14        | 14       | 28    |
| Total                 | 331       | 327      | 677   |

## Atletismo
O Chile classificou 42 atletas (21 homens e 21 mulheres) como país-sede. Além disso, o Chile classificou um atleta extra após vencer um evento nos Jogos Pan-Americanos Júnior de 2021.
Masculino
Pista e estrada
| Atleta | Evento                | Eliminatórias | Eliminatórias | Semifinais | Semifinais | Final | Final   |
| Atleta | Evento                | Tempo         | Posição       | Tempo      | Posição    | Tempo | Posição |
| ------ | --------------------- | ------------- | ------------- | ---------- | ---------- | ----- | ------- |
|        | 100 m                 |               |               |            |            |       |         |
|        |                       |               |               |            |            |       |         |
|        | 200 m                 | —             | —             |            |            |       |         |
|        | 200 m                 | —             |               |            |            |       |         |
|        | 400 m                 | —             | —             |            |            |       |         |
|        | 400 m                 | —             |               |            |            |       |         |
|        | 800 m                 | —             | —             |            |            |       |         |
|        | 800 m                 | —             |               |            |            |       |         |
|        | 1500 m                | —             | —             | —          | —          |       |         |
|        | 5000 m                | —             | —             | —          | —          |       |         |
|        | 10000 m               | —             | —             | —          | —          |       |         |
|        | 3000 m com obstáculos | —             | —             | —          | —          |       |         |
|        | 110 m com barreiras   | —             | —             |            |            |       |         |
|        | 110 m com barreiras   | —             |               |            |            |       |         |
|        | 400 m com barreiras   | —             | —             |            |            |       |         |
|        | 400 m com barreiras   | —             |               |            |            |       |         |
|        | Maratona              | —             | —             | —          | —          |       |         |
|        | Maratona              | —             |               |            |            |       |         |
|        | 20 km marcha atlética | —             | —             | —          | —          |       |         |
|        | Revezamento 4x100 m   | —             | —             | —          | —          |       |         |
|        | Revezamento 4x400 m   | —             | —             | —          | —          |       |         |

Campo
| Atleta | Evento                | Classificação | Classificação | Final     | Final   |
| Atleta | Evento                | Distância     | Posição       | Distância | Posição |
| ------ | --------------------- | ------------- | ------------- | --------- | ------- |
|        | Salto em altura       | —             | —             |           |         |
|        | Salto com vara        | —             | —             |           |         |
|        | Salto em distância    | —             | —             |           |         |
|        | Salto triplo          | —             | —             |           |         |
|        | Arremesso de peso     | —             | —             |           |         |
|        | Lançamento de disco   | —             | —             |           |         |
|        | Lançamento de dardo   | —             | —             |           |         |
|        | Lançamento de martelo | —             | —             |           |         |

Eventos combinados – Decatlo
| Atleta | Evento    | 100 m | SD | AP | SA | 400 m | 110B | LD | SV | JT | 1500 m | Final | Posição |
| ------ | --------- | ----- | -- | -- | -- | ----- | ---- | -- | -- | -- | ------ | ----- | ------- |
|        | Resultado |       |    |    |    |       |      |    |    |    |        |       |         |
| Pontos |           |       |    |    |    |       |      |    |    |    |        |       |         |

Feminino
Pista e estrada
| Atleta | Evento                | Eliminatórias | Eliminatórias | Semifinais | Semifinais | Final | Final   |
| Atleta | Evento                | Tempo         | Posição       | Tempo      | Posição    | Tempo | Posição |
| ------ | --------------------- | ------------- | ------------- | ---------- | ---------- | ----- | ------- |
|        | 100 m                 |               |               |            |            |       |         |
|        |                       |               |               |            |            |       |         |
|        | 200 m                 | —             | —             |            |            |       |         |
|        | 200 m                 | —             |               |            |            |       |         |
|        | 400 m                 | —             | —             |            |            |       |         |
|        | 400 m                 | —             |               |            |            |       |         |
|        | 800 m                 | —             | —             |            |            |       |         |
|        | 800 m                 | —             |               |            |            |       |         |
|        | 1500 m                | —             | —             | —          | —          |       |         |
|        | 5000 m                | —             | —             | —          | —          |       |         |
|        | 10000 m               | —             | —             | —          | —          |       |         |
|        | 3000 m com obstáculos | —             | —             | —          | —          |       |         |
|        | 100 m com barreiras   | —             | —             |            |            |       |         |
|        | 100 m com barreiras   | —             |               |            |            |       |         |
|        | 400 m com barreiras   | —             | —             |            |            |       |         |
|        | 400 m com barreiras   | —             |               |            |            |       |         |
|        | Maratona              | —             | —             | —          | —          |       |         |
|        | Maratona              | —             |               |            |            |       |         |
|        | 20 km marcha atlética | —             | —             | —          | —          |       |         |
|        | Revezamento 4x100 m   | —             | —             | —          | —          |       |         |
|        | Revezamento 4x400 m   | —             | —             | —          | —          |       |         |

Campo
| Atleta | Evento                | Classificação | Classificação | Final     | Final   |
| Atleta | Evento                | Distância     | Posição       | Distância | Posição |
| ------ | --------------------- | ------------- | ------------- | --------- | ------- |
|        | Salto em altura       | —             | —             |           |         |
|        | Salto com vara        | —             | —             |           |         |
|        | Salto em distância    | —             | —             |           |         |
|        | Salto triplo          | —             | —             |           |         |
|        | Arremesso de peso     | —             | —             |           |         |
|        | Lançamento de disco   | —             | —             |           |         |
|        | Lançamento de dardo   | —             | —             |           |         |
|        | Lançamento de martelo | —             | —             |           |         |

Eventos combinados – Heptatlo
| Atleta | Evento    | 110B | SA | AP | 200 m | LJ | JT | 800 m | Final | Posição |
| ------ | --------- | ---- | -- | -- | ----- | -- | -- | ----- | ----- | ------- |
|        | Resultado |      |    |    |       |    |    |       |       |         |
| Pontos |           |      |    |    |       |    |    |       |       |         |

Misto
Pista e estrada
| Atleta | Evento                       | Semifinais | Semifinais | Final | Final   |
| Atleta | Evento                       | Tempo      | Posição    | Tempo | Posição |
| ------ | ---------------------------- | ---------- | ---------- | ----- | ------- |
|        | Revezamento 4x400 m          | —          | —          |       |         |
|        | Marcha atlética equipe mista | —          | —          |       |         |

## Badminton
O Chile classificou uma equipe completa de oito atletas (quatro homens e quatro mulheres) como país-sede.
Masculino
| Atleta | Evento     | Primeira rodada               | Segunda rodada       | Oitavas-de-final     | Quartas-de-final     | Semifinais           | Final                | Posição |
| Atleta | Evento     | Adversário Resultado          | Adversário Resultado | Adversário Resultado | Adversário Resultado | Adversário Resultado | Adversário Resultado | Posição |
| ------ | ---------- | ----------------------------- | -------------------- | -------------------- | -------------------- | -------------------- | -------------------- | ------- |
|        | Individual | align=center Predefinição:Bye |                      |                      |                      |                      |                      |         |
|        | Individual | align=center Predefinição:Bye |                      |                      |                      |                      |                      |         |
|        | Individual | align=center Predefinição:Bye |                      |                      |                      |                      |                      |         |
|        | Duplas     | —                             | —                    |                      |                      |                      |                      |         |

Feminino
| Atleta | Evento     | Primeira rodada               | Segunda rodada       | Oitavas-de-final     | Quartas-de-final     | Semifinais           | Final                | Posição |
| Atleta | Evento     | Adversário Resultado          | Adversário Resultado | Adversário Resultado | Adversário Resultado | Adversário Resultado | Adversário Resultado | Posição |
| ------ | ---------- | ----------------------------- | -------------------- | -------------------- | -------------------- | -------------------- | -------------------- | ------- |
|        | Individual | align=center Predefinição:Bye |                      |                      |                      |                      |                      |         |
|        | Individual | align=center Predefinição:Bye |                      |                      |                      |                      |                      |         |
|        | Individual | align=center Predefinição:Bye |                      |                      |                      |                      |                      |         |
|        | Duplas     | —                             | —                    |                      |                      |                      |                      |         |

Misto
| Atleta | Evento | Primeira rodada               | Segunda rodada       | Quartas-de-final     | Semifinais           | Final                | Posição |
| Atleta | Evento | Adversário Resultado          | Adversário Resultado | Adversário Resultado | Adversário Resultado | Adversário Resultado | Posição |
| ------ | ------ | ----------------------------- | -------------------- | -------------------- | -------------------- | -------------------- | ------- |
|        | Duplas | align=center Predefinição:Bye |                      |                      |                      |                      |         |
|        | Duplas | align=center Predefinição:Bye |                      |                      |                      |                      |         |

## Basquetebol
3x3

### Masculino
O Chile classificou uma equipe masculina (de 4 atletas) como país-sede. 
Sumário
| Equipe          | Evento    | Fase preliminar      | Fase preliminar      | Fase preliminar      | Fase preliminar      | Fase preliminar      | Fase preliminar | Semifinal            | Final / MB / Po.     | Final / MB / Po. |
| Equipe          | Evento    | Adversário Resultado | Adversário Resultado | Adversário Resultado | Adversário Resultado | Adversário Resultado | Posição         | Adversário Resultado | Adversário Resultado | Posição          |
| --------------- | --------- | -------------------- | -------------------- | -------------------- | -------------------- | -------------------- | --------------- | -------------------- | -------------------- | ---------------- |
| Chile masculino | Masculino |                      |                      |                      |                      |                      |                 |                      |                      |                  |

### Feminino
O Chile classificou uma equipe feminina (de 4 atletas) como país-sede. 
Sumário
| Equipe         | Evento   | Fase preliminar      | Fase preliminar      | Fase preliminar      | Fase preliminar      | Fase preliminar      | Fase preliminar | Semifinal            | Final / MB / Po.     | Final / MB / Po. |
| Equipe         | Evento   | Adversário Resultado | Adversário Resultado | Adversário Resultado | Adversário Resultado | Adversário Resultado | Posição         | Adversário Resultado | Adversário Resultado | Posição          |
| -------------- | -------- | -------------------- | -------------------- | -------------------- | -------------------- | -------------------- | --------------- | -------------------- | -------------------- | ---------------- |
| Chile feminino | Feminino |                      |                      |                      |                      |                      |                 |                      |                      |                  |

5x5

### Masculino
O Chile classificou uma equipe feminina (de 12 atletas) como país-sede.
Sumário
| Equipe          | Evento    | Fase de grupos       | Fase de grupos       | Fase de grupos       | Fase de grupos | Semifinal            | Final / MB / Po.     | Final / MB / Po. |
| Equipe          | Evento    | Adversário Resultado | Adversário Resultado | Adversário Resultado | Posição        | Adversário Resultado | Adversário Resultado | Posição          |
| --------------- | --------- | -------------------- | -------------------- | -------------------- | -------------- | -------------------- | -------------------- | ---------------- |
| Chile masculino | Masculino |                      |                      |                      |                |                      |                      |                  |

### Feminino
O Chile classificou uma equipe feminina (de 12 atletas) como país-sede.
Sumário
| Equipe         | Evento   | Fase de grupos       | Fase de grupos       | Fase de grupos       | Fase de grupos | Semifinal            | Final / MB / Po.     | Final / MB / Po. |
| Equipe         | Evento   | Adversário Resultado | Adversário Resultado | Adversário Resultado | Posição        | Adversário Resultado | Adversário Resultado | Posição          |
| -------------- | -------- | -------------------- | -------------------- | -------------------- | -------------- | -------------------- | -------------------- | ---------------- |
| Chile feminino | Feminino |                      |                      |                      |                |                      |                      |                  |

## Beisebol
O Chile qualificou uma equipe masculina (de 24 atletas) como país-sede.
Sumário
| Equipe          | Evento            | Fase preliminar      | Fase preliminar      | Fase preliminar      | Fase preliminar | Semifinal            | Final / MB / Po.     | Final / MB / Po. |
| Equipe          | Evento            | Adversário Resultado | Adversário Resultado | Adversário Resultado | Posição         | Adversário Resultado | Adversário Resultado | Posição          |
| --------------- | ----------------- | -------------------- | -------------------- | -------------------- | --------------- | -------------------- | -------------------- | ---------------- |
| Chile masculino | Torneio masculino |                      |                      |                      |                 |                      |                      |                  |

## Boliche
O Chile classificou uma equipe completa de dois homens e duas mulheres como país-sede.
| Atleta | Evento               | Classificação / Final | Classificação / Final | Classificação / Final | Classificação / Final | Classificação / Final | Classificação / Final | Classificação / Final | Classificação / Final | Classificação / Final | Classificação / Final | Classificação / Final | Classificação / Final | Classificação / Final | Classificação / Final | Classificação / Final | Classificação / Final | Eliminatórias | Eliminatórias | Eliminatórias | Eliminatórias | Eliminatórias | Eliminatórias | Eliminatórias | Eliminatórias | Eliminatórias | Eliminatórias | Eliminatórias | Semifinal            | Final / MB           | Final / MB |
| Atleta | Evento               | Bloco 1               | Bloco 1               | Bloco 1               | Bloco 1               | Bloco 1               | Bloco 1               | Bloco 1               | Bloco 2               | Bloco 2               | Bloco 2               | Bloco 2               | Bloco 2               | Bloco 2               | Bloco 2               | Total                 | Posição               | Eliminatórias | Eliminatórias | Eliminatórias | Eliminatórias | Eliminatórias | Eliminatórias | Eliminatórias | Eliminatórias | Eliminatórias | Eliminatórias | Eliminatórias | Semifinal            | Final / MB           | Final / MB |
| Atleta | Evento               | 1                     | 2                     | 3                     | 4                     | 5                     | 6                     | Total                 | 7                     | 8                     | 9                     | 10                    | 11                    | 12                    | Total                 | Total                 | Posição               | 1             | 2             | 3             | 4             | 5             | 6             | 7             | 8             | Total         | Grande total  | Posição       | Adversário Resultado | Adversário Resultado | Posição    |
| ------ | -------------------- | --------------------- | --------------------- | --------------------- | --------------------- | --------------------- | --------------------- | --------------------- | --------------------- | --------------------- | --------------------- | --------------------- | --------------------- | --------------------- | --------------------- | --------------------- | --------------------- | ------------- | ------------- | ------------- | ------------- | ------------- | ------------- | ------------- | ------------- | ------------- | ------------- | ------------- | -------------------- | -------------------- | ---------- |
|        | Individual masculino |                       |                       |                       |                       |                       |                       |                       |                       |                       |                       |                       |                       |                       |                       |                       |                       |               |               |               |               |               |               |               |               |               |               |               |                      |                      |            |
|        |                      |                       |                       |                       |                       |                       |                       |                       |                       |                       |                       |                       |                       |                       |                       |                       |                       |               |               |               |               |               |               |               |               |               |               |               |                      |                      |            |
|        | Duplas masculinas    |                       |                       |                       |                       |                       |                       |                       |                       |                       |                       |                       |                       |                       |                       |                       |                       | —             | —             | —             | —             | —             | —             | —             | —             | —             | —             | —             | —                    | —                    | —          |
|        | Individual feminino  |                       |                       |                       |                       |                       |                       |                       |                       |                       |                       |                       |                       |                       |                       |                       |                       |               |               |               |               |               |               |               |               |               |               |               |                      |                      |            |
|        |                      |                       |                       |                       |                       |                       |                       |                       |                       |                       |                       |                       |                       |                       |                       |                       |                       |               |               |               |               |               |               |               |               |               |               |               |                      |                      |            |
|        | Duplas femininas     |                       |                       |                       |                       |                       |                       |                       |                       |                       |                       |                       |                       |                       |                       |                       |                       | —             | —             | —             | —             | —             | —             | —             | —             | —             | —             | —             | —                    | —                    | —          |

## Boxe
O Chile classificou 13 boxeadores (sete homens e seis mulheres) como país-sede.
Masculino
| Atleta | Evento   | Quartas-de-final     | Semifinal            | Final                | Final   |
| Atleta | Evento   | Adversário Resultado | Adversário Resultado | Adversário Resultado | Posição |
| ------ | -------- | -------------------- | -------------------- | -------------------- | ------- |
|        | –51 kg   |                      |                      |                      |         |
|        | –57 kg   |                      |                      |                      |         |
|        | –63,5 kg |                      |                      |                      |         |
|        | –71 kg   |                      |                      |                      |         |
|        | –80 kg   |                      |                      |                      |         |
|        | –92 kg   |                      |                      |                      |         |
|        | +92kg    |                      |                      |                      |         |

Feminino
| Atleta | Evento | Quartas-de-final     | Semifinal            | Final                | Final   |
| Atleta | Evento | Adversário Resultado | Adversário Resultado | Adversário Resultado | Posição |
| ------ | ------ | -------------------- | -------------------- | -------------------- | ------- |
|        | –50 kg |                      |                      |                      |         |
|        | –54 kg |                      |                      |                      |         |
|        | –57 kg |                      |                      |                      |         |
|        | –60 kg |                      |                      |                      |         |
|        | –66 kg |                      |                      |                      |         |
|        | –75 kg |                      |                      |                      |         |

## Canoagem

### Slalom
O Chile classificou uma equipe completa de 6 atletas (três homens e três mulheres).
| Atleta | Evento                | Rodada preliminar | Rodada preliminar | Rodada preliminar | Semifinal | Semifinal | Final | Final   |
| Atleta | Evento                | Descida 1         | Descida 2         | Posição           | Tempo     | Posição   | Tempo | Posição |
| ------ | --------------------- | ----------------- | ----------------- | ----------------- | --------- | --------- | ----- | ------- |
|        | C-1 masculino         |                   |                   |                   |           |           |       |         |
|        | K-1 masculino         |                   |                   |                   |           |           |       |         |
|        | K-1 extremo masculino |                   | —                 |                   |           |           |       |         |
|        | C-1 feminino          |                   |                   |                   |           |           |       |         |
|        | K-1 feminino          |                   |                   |                   |           |           |       |         |
|        | K-1 extremo feminino  |                   | —                 |                   |           |           |       |         |

### Velocidade
O Chile classificou um total de 13 canoístas de velocidade (seis homens e sete mulheres).
Masculino
| Atleta | Evento     | Eliminatória | Eliminatória | Semifinal | Semifinal | Final | Final   |
| Atleta | Evento     | Tempo        | Posição      | Tempo     | Posição   | Tempo | Posição |
| ------ | ---------- | ------------ | ------------ | --------- | --------- | ----- | ------- |
|        | C-1 1000 m |              |              | —         | —         |       |         |
|        | K-1 1000 m |              |              | —         | —         |       |         |
|        | K-2 500 m  |              |              |           |           |       |         |
|        | K-4 500 m  | —            | —            | —         | —         |       |         |

Feminino
| Atleta | Evento    | Eliminatória | Eliminatória | Semifinal | Semifinal | Final | Final   |
| Atleta | Evento    | Tempo        | Posição      | Tempo     | Posição   | Tempo | Posição |
| ------ | --------- | ------------ | ------------ | --------- | --------- | ----- | ------- |
|        | C-1 200 m |              |              | —         | —         |       |         |
|        | C-2 500 m | —            | —            | —         | —         |       |         |
|        | K-1 500 m |              |              |           |           |       |         |
|        | K-2 500 m |              |              | —         | —         |       |         |
|        | K-4 500 m | —            | —            | —         | —         |       |         |

## Caratê
O Chile classificou uma equipe completa de 12 caratecas (seis homens e seis mulheres) como país-sede. Além disso, o Chile classificou um carateca extra após vencer uma categoria nos Jogos Pan-Americanos Júnior de 2021.
Kumite
| Atleta                        | Evento           | Fase de grupos       | Fase de grupos       | Fase de grupos       | Fase de grupos | Semifinal            | Final                | Final   |
| Atleta                        | Evento           | Adversário Resultado | Adversário Resultado | Adversário Resultado | Posição        | Adversário Resultado | Adversário Resultado | Posição |
| ----------------------------- | ---------------- | -------------------- | -------------------- | -------------------- | -------------- | -------------------- | -------------------- | ------- |
|                               | −60 kg masculino |                      |                      |                      |                |                      |                      |         |
| Tomas Lisandro Freire Fuentes | −67 kg masculino |                      |                      |                      |                |                      |                      |         |
|                               | −67 kg masculino |                      |                      |                      |                |                      |                      |         |
|                               | −75 kg masculino |                      |                      |                      |                |                      |                      |         |
|                               | −84 kg masculino |                      |                      |                      |                |                      |                      |         |
|                               | +84 kg masculino |                      |                      |                      |                |                      |                      |         |
|                               | −50 kg feminino  |                      |                      |                      |                |                      |                      |         |
|                               | −55 kg feminino  |                      |                      |                      |                |                      |                      |         |
|                               | −61 kg feminino  |                      |                      |                      |                |                      |                      |         |
|                               | −68 kg feminino  |                      |                      |                      |                |                      |                      |         |
|                               | +68 kg feminino  |                      |                      |                      |                |                      |                      |         |

Kata
| Atleta | Evento               | Fase de grupos 1 | Fase de grupos 1 | Fase de grupos 2 | Fase de grupos 2 | Final / MB           | Final / MB |
| Atleta | Evento               | Pontuação        | Posição          | Pontuação        | Posição          | Adversário Pontuação | Posição    |
| ------ | -------------------- | ---------------- | ---------------- | ---------------- | ---------------- | -------------------- | ---------- |
|        | Individual masculino |                  |                  |                  |                  |                      |            |
|        | Individual feminino  |                  |                  |                  |                  |                      |            |

## Ciclismo
O Chile classificou uma equipe completa de 34 ciclistas (17 homens e 17 mulheres) como país-sede. Além disso, o Chile classificou um ciclista extra após vencer um evento durante os Jogos Pan-Americanos Júnior de 2021.

### BMX
Estilo livre
| Atleta | Evento    | Chaveamento | Chaveamento | Final  | Final   |
| Atleta | Evento    | Pontos      | Posição     | Pontos | Posição |
| ------ | --------- | ----------- | ----------- | ------ | ------- |
|        | Masculino |             |             |        |         |
|        | Feminino  |             |             |        |         |

Corrida
| Atleta | Evento    | Fase de ranqueamento | Fase de ranqueamento | Quartas-de-final | Quartas-de-final | Semifinal | Semifinal | Final | Final   |
| Atleta | Evento    | Tempo                | Posição              | Pontos           | Posição          | Tempo     | Posição   | Tempo | Posição |
| ------ | --------- | -------------------- | -------------------- | ---------------- | ---------------- | --------- | --------- | ----- | ------- |
|        | Masculino |                      |                      |                  |                  |           |           |       |         |
|        | Masculino |                      |                      |                  |                  |           |           |       |         |
|        | Feminino  |                      |                      |                  |                  |           |           |       |         |
|        | Feminino  |                      |                      |                  |                  |           |           |       |         |

### Mountain bike
| Atleta                   | Evento                  | Tempo | Posição |
| ------------------------ | ----------------------- | ----- | ------- |
| Martin Vidaurre Kossmann | Cross-country masculino |       |         |
|                          | Cross-country masculino |       |         |
|                          | Cross-country masculino |       |         |
|                          | Cross-country feminino  |       |         |
|                          |                         |       |         |

### Estrada
Masculino
| Atleta | Evento             | Tempo | Posição |
| ------ | ------------------ | ----- | ------- |
|        | Corrida em estrada |       |         |
|        |                    |       |         |
|        | Contra o relógio   |       |         |

Feminino
| Atleta | Evento             | Tempo | Posição |
| ------ | ------------------ | ----- | ------- |
|        | Corrida em estrada |       |         |
|        |                    |       |         |
|        | Contra o relógio   |       |         |

### Pista
Velocidade
| Atleta | Evento               | Classificação | Classificação | Oitavas-de-final | Repescagem 1     | Quartas-de-final     | Semifinais           | Final                | Final   |
| Atleta | Evento               | Tempo         | Posição       | Adversário Tempo | Adversário Tempo | Adversário Resultado | Adversário Resultado | Adversário Resultado | Posição |
| ------ | -------------------- | ------------- | ------------- | ---------------- | ---------------- | -------------------- | -------------------- | -------------------- | ------- |
|        | Individual masculino |               |               |                  |                  |                      |                      |                      |         |
|        |                      |               |               |                  |                  |                      |                      |                      |         |
|        | Individual feminino  |               |               |                  |                  |                      |                      |                      |         |
|        |                      |               |               |                  |                  |                      |                      |                      |         |
|        | Equipe masculina     |               |               | —                | —                | —                    | —                    |                      |         |
|        | Equipe feminina      |               |               | —                | —                | —                    | —                    |                      |         |

Perseguição
| Atleta | Evento           | Classificação | Classificação | Semifinais           | Finais               | Finais  |
| Atleta | Evento           | Tempo         | Posição       | Adversário Resultado | Adversário Resultado | Posição |
| ------ | ---------------- | ------------- | ------------- | -------------------- | -------------------- | ------- |
|        | Equipe masculina |               |               |                      |                      |         |
|        | Equipe feminina  |               |               |                      |                      |         |

Keirin
| Atleta | Evento    | Eliminatórias | Repescagem | Final   |
| Atleta | Evento    | Posição       | Posição    | Posição |
| ------ | --------- | ------------- | ---------- | ------- |
|        | Masculino |               |            |         |
|        | Feminino  |               |            |         |

Madison
| Atleta | Evento    | Pontos | Posição |
| ------ | --------- | ------ | ------- |
|        | Masculino |        |         |
|        | Feminino  |        |         |

Omnium
| Atleta | Evento    | Scratch race | Scratch race | Corrida por tempo | Corrida por tempo | Corrida de eliminação | Corrida de eliminação | Corrida por pontos | Corrida por pontos | Total  | Total   |
| Atleta | Evento    | Pontos       | Posição      | Pontos            | Posição           | Pontos                | Posição               | Pontos             | Posição            | Pontos | Posição |
| ------ | --------- | ------------ | ------------ | ----------------- | ----------------- | --------------------- | --------------------- | ------------------ | ------------------ | ------ | ------- |
|        | Masculino |              |              |                   |                   |                       |                       |                    |                    |        |         |
|        | Feminino  |              |              |                   |                   |                       |                       |                    |                    |        |         |

## Escalada esportiva
O Chile classificou uma equipe de quatro atletas (dois homens e duas mulheres) como país-sede.

## Esgrima
O Chile classificou uma equipe completa de 18 esgrimistas (nove homens e nove mulheres) como país-sede. Jorge Valderrama e Katina Proestakis também se classificaram após conquistarem a medalha de outro nos Jogos Pan-Americanos Júnior de 2021 em Cali, Colômbia. Isso significa que o tamanho da equipe será de 20 atletas (10 por gênero).
Individual
Masculino
| Atleta           | Evento  | Fase de grupos | Fase de grupos | Oitavas-de-final     | Quartas-de-final     | Semifinais           | Final                | Final     |
| Atleta           | Evento  | Vitórias       | Chaveamento    | Adversário Resultado | Adversário Resultado | Adversário Resultado | Adversário Resultado | Pontuação |
| ---------------- | ------- | -------------- | -------------- | -------------------- | -------------------- | -------------------- | -------------------- | --------- |
| Jorge Valderrama | Espada  |                |                |                      |                      |                      |                      |           |
|                  | Espada  |                |                |                      |                      |                      |                      |           |
|                  | Espada  |                |                |                      |                      |                      |                      |           |
|                  | Florete |                |                |                      |                      |                      |                      |           |
|                  |         |                |                |                      |                      |                      |                      |           |
|                  | Sabre   |                |                |                      |                      |                      |                      |           |
|                  |         |                |                |                      |                      |                      |                      |           |

Feminino
| Atleta            | Evento  | Fase de grupos | Fase de grupos | Oitavas-de-final     | Quartas-de-final     | Semifinais           | Final                | Final     |
| Atleta            | Evento  | Vitórias       | Chaveamento    | Adversário Resultado | Adversário Resultado | Adversário Resultado | Adversário Resultado | Pontuação |
| ----------------- | ------- | -------------- | -------------- | -------------------- | -------------------- | -------------------- | -------------------- | --------- |
|                   | Espada  |                |                |                      |                      |                      |                      |           |
|                   |         |                |                |                      |                      |                      |                      |           |
| Katina Proestakis | Florete |                |                |                      |                      |                      |                      |           |
|                   | Florete |                |                |                      |                      |                      |                      |           |
|                   | Florete |                |                |                      |                      |                      |                      |           |
|                   | Sabre   |                |                |                      |                      |                      |                      |           |
|                   |         |                |                |                      |                      |                      |                      |           |

Equipe
| Atleta | Evento            | Quartas-de-final     | Semifinais/Consolação | Final / MB / Po      | Final / MB / Po |
| Atleta | Evento            | Adversário Resultado | Adversário Resultado  | Adversário Resultado | Posição         |
| ------ | ----------------- | -------------------- | --------------------- | -------------------- | --------------- |
|        | Espada masculino  |                      |                       |                      |                 |
|        | Florete masculino |                      |                       |                      |                 |
|        | Sabre masculino   |                      |                       |                      |                 |
|        | Espada feminino   |                      |                       |                      |                 |
|        | Florete feminino  |                      |                       |                      |                 |
|        | Sabre feminino    |                      |                       |                      |                 |

## Esqui aquático
O Chile classificou dois wakeboarders (um de cada gênero) como país-sede. 
O Chile também classificou quatro esquiadores aquáticos como país-sede.
Esqui aquático
Masculino
| Atleta | Evento  | Preliminar | Preliminar | Final  | Final | Final   | Final | Final |
| Atleta | Evento  | Resultado  | Posição    | Slalom | Rampa | Truques | Total | Rank  |
| ------ | ------- | ---------- | ---------- | ------ | ----- | ------- | ----- | ----- |
|        | Slalom  |            |            |        |       |         |       |       |
|        | Rampa   |            |            |        |       |         |       |       |
|        | Truques |            |            |        |       |         |       |       |
|        | Geral   |            |            |        |       |         |       |       |

Feminino
| Atleta | Evento  | Preliminar | Preliminar | Final  | Final | Final   | Final | Final |
| Atleta | Evento  | Resultado  | Posição    | Slalom | Rampa | Truques | Total | Rank  |
| ------ | ------- | ---------- | ---------- | ------ | ----- | ------- | ----- | ----- |
|        | Slalom  |            |            |        |       |         |       |       |
|        | Rampa   |            |            |        |       |         |       |       |
|        | Truques |            |            |        |       |         |       |       |
|        | Geral   |            |            |        |       |         |       |       |

Wakeboard
Masculino
| Atleta | Evento    | Preliminar | Preliminar | Final  | Final  | Final   | Final | Final   |
| Atleta | Evento    | Resultado  | Posição    | Slalom | Saltos | Truques | Total | Posição |
| ------ | --------- | ---------- | ---------- | ------ | ------ | ------- | ----- | ------- |
|        | Wakeboard |            |            | —      | —      | —       |       |         |

Feminino
| Atleta | Evento    | Preliminar | Preliminar | Final  | Final  | Final   | Final | Final   |
| Atleta | Evento    | Resultado  | Posição    | Slalom | Saltos | Truques | Total | Posição |
| ------ | --------- | ---------- | ---------- | ------ | ------ | ------- | ----- | ------- |
|        | Wakeboard |            |            | —      | —      | —       |       |         |

## Futebol

### Masculino
O Chile classificou uma equipe masculina (de 18 atletas) como país-sede.
Sumário
Key:
- A.T.E – Após tempo extra.
- P – Partida decidida na disputa por pênaltis.

| Equipe          | Evento    | Fase de grupos       | Fase de grupos       | Fase de grupos       | Fase de grupos | Semifinal            | Final / MB / Po.     | Final / MB / Po. |
| Equipe          | Evento    | Adversário Resultado | Adversário Resultado | Adversário Resultado | Posição        | Adversário Resultado | Adversário Resultado | Posição          |
| --------------- | --------- | -------------------- | -------------------- | -------------------- | -------------- | -------------------- | -------------------- | ---------------- |
| Chile masculino | Masculino |                      |                      |                      |                |                      |                      |                  |

## Futebol

### Feminino
O Chile classificou uma equipe feminina (de 18 atletas) como país-sede
Sumário
Key:
- A.T.E – Após tempo extra.
- P – Partida decidida na disputa por pênaltis.

| Equipe         | Evento   | Fase de grupos       | Fase de grupos       | Fase de grupos       | Fase de grupos | Semifinal            | Final / MB / Po.     | Final / MB / Po. |
| Equipe         | Evento   | Adversário Resultado | Adversário Resultado | Adversário Resultado | Posição        | Adversário Resultado | Adversário Resultado | Posição          |
| -------------- | -------- | -------------------- | -------------------- | -------------------- | -------------- | -------------------- | -------------------- | ---------------- |
| Chile feminino | Feminino |                      |                      |                      |                |                      |                      |                  |

## Ginástica

### Artística
O Chile classificou uma equipe completa de 10 ginastas (cinco homens e cinco mulheres) como país-sede.
Masculino
Classificação individual e por equipes
| Atleta | Evento | Final    | Final    | Final    | Final    | Final    | Final    | Final | Final   |
| Atleta | Evento | Aparelho | Aparelho | Aparelho | Aparelho | Aparelho | Aparelho | Total | Posição |
| Atleta | Evento | S        | CA       | A        | Sa       | BP       | BF       | Total | Posição |
| ------ | ------ | -------- | -------- | -------- | -------- | -------- | -------- | ----- | ------- |
|        | Equipe |          |          |          |          |          |          |       |         |
|        |        |          |          |          |          |          |          |       |         |
|        |        |          |          |          |          |          |          |       |         |
|        |        |          |          |          |          |          |          |       |         |
|        |        |          |          |          |          |          |          |       |         |
| Total  |        |          |          |          |          |          |          |       |         |

Legenda de classificação: Q = Classificado para a final por aparelhos
Feminino
Classificação individual e por equipes
| Atleta | Evento | Final    | Final    | Final    | Final    | Final | Final   |
| Atleta | Evento | Aparelho | Aparelho | Aparelho | Aparelho | Total | Posição |
| Atleta | Evento | Sa       | BA       | TE       | S        | Total | Posição |
| ------ | ------ | -------- | -------- | -------- | -------- | ----- | ------- |
|        | Equipe |          |          |          |          |       |         |
|        |        |          |          |          |          |       |         |
|        |        |          |          |          |          |       |         |
|        |        |          |          |          |          |       |         |
|        |        |          |          |          |          |       |         |
| Total  |        |          |          |          |          |       |         |

Legenda de classificação: Q = Classificado para a final por aparelhos

### Rítmica
O Chile classificou uma ginasta rítmica no individual e cinco ginasta para o evento de conjuntos (seis mulheres no total) como país-sede.
Individual
| Atleta | Evento           | Aparelho | Aparelho | Aparelho | Aparelho | Total     | Total   |
| Atleta | Evento           | Bola     | Maças    | Arco     | Fita     | Resultado | Posição |
| ------ | ---------------- | -------- | -------- | -------- | -------- | --------- | ------- |
|        | Individual geral |          |          |          |          |           |         |
|        | Bola             |          | —        | —        | —        |           |         |
|        | Maças            | —        |          | —        | —        |           |         |
|        | Arco             | —        | —        |          | —        |           |         |
|        | Fita             | —        | —        | —        |          |           |         |

Conjunto
| Atleta | Evento            | Aparelho | Aparelho          | Total     | Total   |
| Atleta | Evento            | 5 arcos  | 3 fitas + 2 bolas | Resultado | Posição |
| ------ | ----------------- | -------- | ----------------- | --------- | ------- |
|        | Geral             |          |                   |           |         |
|        | 5 arcos           |          | —                 |           |         |
|        | 3 fitas + 2 bolas | —        |                   |           |         |

## Golfe
O Chile classificou uma equipe completa de 4 golfistas (dois homens e duas mulheres) como país-sede.
| Atleta | Evento               | Rodada 1  | Rodada 2  | Rodada 3  | Rodada 4  | Total     | Total | Total   |
| Atleta | Evento               | Resultado | Resultado | Resultado | Resultado | Resultado | Par   | Posição |
| ------ | -------------------- | --------- | --------- | --------- | --------- | --------- | ----- | ------- |
|        | Individual masculino |           |           |           |           |           |       |         |
|        |                      |           |           |           |           |           |       |         |
|        | Individual feminino  |           |           |           |           |           |       |         |
|        |                      |           |           |           |           |           |       |         |

## Handebol

### Masculino
O Chile classificou uma equipe masculina (de 14 atletas) como país-sede.
Sumário
| Equipe          | Evento    | Fase de grupos       | Fase de grupos       | Fase de grupos       | Fase de grupos | Semifinal            | Final / MB / Po.     | Final / MB / Po. |
| Equipe          | Evento    | Adversário Resultado | Adversário Resultado | Adversário Resultado | Posição        | Adversário Resultado | Adversário Resultado | Posição          |
| --------------- | --------- | -------------------- | -------------------- | -------------------- | -------------- | -------------------- | -------------------- | ---------------- |
| Chile masculino | Masculino |                      |                      |                      |                |                      |                      |                  |

### Feminino
O Chile classificou uma equipe feminina (de 14 atletas) como país-sede.
Sumário
| Equipe         | Evento   | Fase de grupos       | Fase de grupos       | Fase de grupos       | Fase de grupos | Semifinal            | Final / MB / Po.     | Final / MB / Po. |
| Equipe         | Evento   | Adversário Resultado | Adversário Resultado | Adversário Resultado | Posição        | Adversário Resultado | Adversário Resultado | Posição          |
| -------------- | -------- | -------------------- | -------------------- | -------------------- | -------------- | -------------------- | -------------------- | ---------------- |
| Chile feminino | Feminino |                      |                      |                      |                |                      |                      |                  |

## Hipismo
O Chile classificou uma equipe completa de 12 ginetes (quatro no Adestramento, no CCE e nos Saltos) como país-sede.

### Adestramento
| Atleta | Cavalo | Evento     | Classificação                 | Classificação                 | Classificação                       | Classificação                       | Classificação | Classificação | Grand Prix Freestyle / Intermediate I Freestyle | Grand Prix Freestyle / Intermediate I Freestyle |
| Atleta | Cavalo | Evento     | Grand Prix / Prix St. Georges | Grand Prix / Prix St. Georges | Grand Prix Special / Intermediate I | Grand Prix Special / Intermediate I | Total         | Total         | Grand Prix Freestyle / Intermediate I Freestyle | Grand Prix Freestyle / Intermediate I Freestyle |
| Atleta | Cavalo | Evento     | Resultado                     | Posição                       | Resultado                           | Posição                             | Resultado     | Posição       | Resultado                                       | Posição                                         |
| ------ | ------ | ---------- | ----------------------------- | ----------------------------- | ----------------------------------- | ----------------------------------- | ------------- | ------------- | ----------------------------------------------- | ----------------------------------------------- |
|        |        | Individual |                               |                               |                                     |                                     |               |               |                                                 |                                                 |
|        |        |            |                               |                               |                                     |                                     |               |               |                                                 |                                                 |
|        |        |            |                               |                               |                                     |                                     |               |               |                                                 |                                                 |
|        |        |            |                               |                               |                                     |                                     |               |               |                                                 |                                                 |
|        |        | Equipe     |                               |                               |                                     |                                     |               |               | —                                               | —                                               |

### CCE
| Atleta | Cavalo | Evento     | Adestramento | Adestramento | Cross-country | Cross-country | Saltos | Saltos  | Total  | Total   |
| Atleta | Cavalo | Evento     | Pontos       | Posição      | Pontos        | Posição       | Pontos | Posição | Pontos | Posição |
| ------ | ------ | ---------- | ------------ | ------------ | ------------- | ------------- | ------ | ------- | ------ | ------- |
|        |        | Individual |              |              |               |               |        |         |        |         |
|        |        |            |              |              |               |               |        |         |        |         |
|        |        |            |              |              |               |               |        |         |        |         |
|        |        |            |              |              |               |               |        |         |        |         |
|        |        | Equipe     |              |              |               |               |        |         |        |         |

### Saltos
| Atleta | Cavalo | Evento     | Classificação | Classificação | Classificação | Classificação | Classificação | Classificação | Classificação | Classificação | Final    | Final    | Final    | Final    | Final  | Final   |
| Atleta | Cavalo | Evento     | Rodada 1      | Rodada 1      | Rodada 2      | Rodada 2      | Rodada 3      | Rodada 3      | Total         | Total         | Rodada A | Rodada A | Rodada B | Rodada B | Total  | Total   |
| Atleta | Cavalo | Evento     | Faltas        | Posição       | Faltas        | Posição       | Faltas        | Posição       | Faltas        | Posição       | Faltas   | Posição  | Faltas   | Posição  | Faltas | Posição |
| ------ | ------ | ---------- | ------------- | ------------- | ------------- | ------------- | ------------- | ------------- | ------------- | ------------- | -------- | -------- | -------- | -------- | ------ | ------- |
|        |        | Individual |               |               |               |               |               |               |               |               |          |          |          |          |        |         |
|        |        |            |               |               |               |               |               |               |               |               |          |          |          |          |        |         |
|        |        |            |               |               |               |               |               |               |               |               |          |          |          |          |        |         |
|        |        |            |               |               |               |               |               |               |               |               |          |          |          |          |        |         |
|        |        | Equipes    |               |               |               |               |               |               |               |               | —        | —        | —        | —        | —      | —       |

## Hóquei sobre grama

### Masculino
O Chile classificou uma equipe masculina (de 16 atletas) como país-sede
Sumário
| Equipe          | Evento    | Fase preliminar      | Fase preliminar      | Fase preliminar      | Fase preliminar | Quartas-de-final     | Semifinal            | Final / MB / Po.     | Final / MB / Po. |
| Equipe          | Evento    | Adversário Resultado | Adversário Resultado | Adversário Resultado | Posição         | Adversário Resultado | Adversário Resultado | Adversário Resultado | Posição          |
| --------------- | --------- | -------------------- | -------------------- | -------------------- | --------------- | -------------------- | -------------------- | -------------------- | ---------------- |
| Chile masculino | Masculino |                      |                      |                      |                 |                      |                      |                      |                  |

### Feminino
O Chile classificou uma equipe feminina (de 16 atletas) como país-sede
Sumário
| Equipe         | Evento   | Fase preliminar      | Fase preliminar      | Fase preliminar      | Fase preliminar | Quartas-de-final     | Semifinal            | Final / MB / Po.     | Final / MB / Po. |
| Equipe         | Evento   | Adversário Resultado | Adversário Resultado | Adversário Resultado | Posição         | Adversário Resultado | Adversário Resultado | Adversário Resultado | Posição          |
| -------------- | -------- | -------------------- | -------------------- | -------------------- | --------------- | -------------------- | -------------------- | -------------------- | ---------------- |
| Chile feminino | Feminino |                      |                      |                      |                 |                      |                      |                      |                  |

## Judô
O Chile classificou uma equipe completa de 14 judocas (sete homens e sete mulheres) como país-sede.
Masculino
| Atleta  | Evento  | Oitavas-de-final     | Quartas-de-final     | Semifinais           | Repescagem           | Final / MB           | Final / MB |
| Atleta  | Evento  | Adversário Resultado | Adversário Resultado | Adversário Resultado | Adversário Resultado | Adversário Resultado | Posição    |
| ------- | ------- | -------------------- | -------------------- | -------------------- | -------------------- | -------------------- | ---------- |
|         | −60 kg  | —                    |                      |                      |                      |                      |            |
|         | −66 kg  | —                    |                      |                      |                      |                      |            |
|         | −73 kg  | —                    |                      |                      |                      |                      |            |
|         | −81 kg  | —                    |                      |                      |                      |                      |            |
|         | −90 kg  | —                    |                      |                      |                      |                      |            |
| −100 kg | —       |                      |                      |                      |                      |                      |            |
|         | +100 kg | —                    |                      |                      |                      |                      |            |

Feminino
| Atleta | Evento | Oitavas-de-final     | Quartas-de-final     | Semifinais           | Repescagem           | Final / MB           | Final / MB |
| Atleta | Evento | Adversário Resultado | Adversário Resultado | Adversário Resultado | Adversário Resultado | Adversário Resultado | Posição    |
| ------ | ------ | -------------------- | -------------------- | -------------------- | -------------------- | -------------------- | ---------- |
|        | −48 kg | —                    |                      |                      |                      |                      |            |
|        | −52 kg | —                    |                      |                      |                      |                      |            |
|        | −57 kg | —                    |                      |                      |                      |                      |            |
|        | −63 kg | —                    |                      |                      |                      |                      |            |
|        | −70 kg | —                    |                      |                      |                      |                      |            |
|        | −78 kg | —                    |                      |                      |                      |                      |            |
|        | +78 kg | —                    |                      |                      |                      |                      |            |

Misto
| Atleta | Evento | Quartas-de-final     | Semifinais           | Repescagem           | Final / MB           | Final / MB |
| Atleta | Evento | Adversário Resultado | Adversário Resultado | Adversário Resultado | Adversário Resultado | Posição    |
| ------ | ------ | -------------------- | -------------------- | -------------------- | -------------------- | ---------- |
|        | Equipe |                      |                      |                      |                      |            |

## Levantamento de peso
O Chile classificou oito halterofilistas (quatro homens e quatro mulheres) como país-sede.
Masculino
| Atleta | Evento | Arranco | Arranco | Arremesso | Arremesso | Total | Total   |
| Atleta | Evento | Peso    | Posição | Peso      | Posição   | Peso  | Posição |
| ------ | ------ | ------- | ------- | --------- | --------- | ----- | ------- |
|        |        |         |         |           |           |       |         |
|        |        |         |         |           |           |       |         |
|        |        |         |         |           |           |       |         |
|        |        |         |         |           |           |       |         |

Feminino
| Peso | Posição | Peso | Posição | Peso | Posição |  |  |  |  |  |  |  |  |
|      |         |      |         |      |         |  |  |  |  |  |  |  |  |
|      |         |      |         |      |         |  |  |  |  |  |  |  |  |
|      |         |      |         |      |         |  |  |  |  |  |  |  |  |

## Lutas
O Chile classificou uma equipe completa de 18 lutadores (12 homens e 6 mulheres) como país-sede.
Chave:
- VT – Vitória por queda
- PP – Decisão por pontos – derrotado com pontos técnicos.
- PO – Decisão por pontos – derrotado sem pontos técnicos.
- SP – Superioridade técnica – o derrotado com pontos técnicos e uma margem de vitória de pelo menos 9 (Greco-romana) ou 10 (livre) pontos.
- ST – Grande superioridade – o derrotado sem pontos técnicos e uma margem de vitória de pelo menos 8 (Greco-romana) ou 10 (livre) pontos.
- VA – Decisão por desistência

Masculino
| Atleta | Evento              | Quartas-de-final     | Semifinal            | Final / MB           | Final / MB |
| Atleta | Evento              | Adversário Resultado | Adversário Resultado | Adversário Resultado | Posição    |
| ------ | ------------------- | -------------------- | -------------------- | -------------------- | ---------- |
|        | Livre 57 kg         |                      |                      |                      |            |
|        | Livre 65 kg         |                      |                      |                      |            |
|        | Livre 74 kg         |                      |                      |                      |            |
|        | Livre 86 kg         |                      |                      |                      |            |
|        | Livre 97 kg         |                      |                      |                      |            |
|        | Livre 125 kg        |                      |                      |                      |            |
|        | Greco-romana 60 kg  |                      |                      |                      |            |
|        | Greco-romana 67 kg  |                      |                      |                      |            |
|        | Greco-romana 77 kg  |                      |                      |                      |            |
|        | Greco-romana 87 kg  |                      |                      |                      |            |
|        | Greco-romana 97 kg  |                      |                      |                      |            |
|        | Greco-romana 130 kg |                      |                      |                      |            |

Feminino
| Atleta | Evento | Quartas-de-final     | Semifinal            | Final / MB           | Final / MB |
| Atleta | Evento | Adversário Resultado | Adversário Resultado | Adversário Resultado | Posição    |
| ------ | ------ | -------------------- | -------------------- | -------------------- | ---------- |
|        | 50 kg  |                      |                      |                      |            |
|        | 53 kg  |                      |                      |                      |            |
|        | 57 kg  |                      |                      |                      |            |
|        | 62 kg  |                      |                      |                      |            |
|        | 68 kg  |                      |                      |                      |            |
|        | 76 kg  |                      |                      |                      |            |

## Natação
O Chile classificou 38 nadadores (19 homens e 19 mulheres) como país-sede. Além disso, o Chile classificou um nadador extra após vencer o respectivo evento dos Jogos Pan-Americanos Júnior de 2021.
Masculino
| Evento                     | Atletas | Eliminatórias | Eliminatórias | Final | Final   |
| Evento                     | Atletas | Tempo         | Posição       | Tempo | Posição |
| -------------------------- | ------- | ------------- | ------------- | ----- | ------- |
| 50 m livre                 |         |               |               |       |         |
|                            |         |               |               |       |         |
| 100 m livre                |         |               |               |       |         |
|                            |         |               |               |       |         |
| 200 m livre                |         |               |               |       |         |
|                            |         |               |               |       |         |
| 400 m livre                |         |               |               |       |         |
|                            |         |               |               |       |         |
| 800 m livre                |         | —             | —             |       |         |
| 800 m livre                | —       |               |               |       |         |
| 1500 m livre               |         | —             | —             |       |         |
| 1500 m livre               | —       |               |               |       |         |
| 100 m costas               |         |               |               |       |         |
|                            |         |               |               |       |         |
| 200 m costas               |         |               |               |       |         |
|                            |         |               |               |       |         |
| 100 m peito                |         |               |               |       |         |
|                            |         |               |               |       |         |
| 200 m peito                |         |               |               |       |         |
|                            |         |               |               |       |         |
| 100 m borboleta            |         |               |               |       |         |
|                            |         |               |               |       |         |
| 200 m borboleta            |         |               |               |       |         |
|                            |         |               |               |       |         |
| 200 m medley               |         |               |               |       |         |
|                            |         |               |               |       |         |
| 400 m medley               |         |               |               |       |         |
|                            |         |               |               |       |         |
| Revezamento 4x100 m livre  |         |               |               |       |         |
| Revezamento 4x200 m livre  |         |               |               |       |         |
| Revezamento 4x100 m medley |         |               |               |       |         |
| Maratona 10 km             |         | —             | —             |       |         |

Feminino
| Evento                     | Atletas | Eliminatórias | Eliminatórias | Final | Final   |
| Evento                     | Atletas | Tempo         | Posição       | Tempo | Posição |
| -------------------------- | ------- | ------------- | ------------- | ----- | ------- |
| 50 m livre                 |         |               |               |       |         |
|                            |         |               |               |       |         |
| 100 m livre                |         |               |               |       |         |
|                            |         |               |               |       |         |
| 200 m livre                |         |               |               |       |         |
|                            |         |               |               |       |         |
| 400 m livre                |         |               |               |       |         |
|                            |         |               |               |       |         |
| 800 m livre                |         | —             | —             |       |         |
| 800 m livre                | —       |               |               |       |         |
| 1500 m livre               |         | —             | —             |       |         |
| 1500 m livre               | —       |               |               |       |         |
| 100 m costas               |         |               |               |       |         |
|                            |         |               |               |       |         |
| 200 m costas               |         |               |               |       |         |
|                            |         |               |               |       |         |
| 100 m peito                |         |               |               |       |         |
|                            |         |               |               |       |         |
| 200 m peito                |         |               |               |       |         |
|                            |         |               |               |       |         |
| 100 m borboleta            |         |               |               |       |         |
|                            |         |               |               |       |         |
| 200 m borboleta            |         |               |               |       |         |
|                            |         |               |               |       |         |
| 200 m medley               |         |               |               |       |         |
|                            |         |               |               |       |         |
| 400 m medley               |         |               |               |       |         |
|                            |         |               |               |       |         |
| Revezamento 4x100 m livre  |         |               |               |       |         |
| Revezamento 4x200 m livre  |         |               |               |       |         |
| Revezamento 4x100 m medley |         |               |               |       |         |
| Maratona 10 km             |         | —             | —             |       |         |

Misto
| Evento                     | Atletas | Eliminatórias | Eliminatórias | Final | Final   |
| Evento                     | Atletas | Tempo         | Posição       | Tempo | Posição |
| -------------------------- | ------- | ------------- | ------------- | ----- | ------- |
| Revezamento 4x100 m livre  |         |               |               |       |         |
| Revezamento 4x100 m medley |         |               |               |       |         |

## Natação artística
O Chile classificou uma equipe completa de nove nadadoras artísticas como país-sede.
| Atleta | Evento  | Rotina técnica | Rotina técnica | Rotina livre (Final) | Rotina livre (Final) | Rotina livre (Final) | Rotina livre (Final) |
| Atleta | Evento  | Pontos         | Posição        | Pontos               | Posição              | Pontos totais        | Posição              |
| ------ | ------- | -------------- | -------------- | -------------------- | -------------------- | -------------------- | -------------------- |
|        | Dueto   |                |                |                      |                      |                      |                      |
|        | Equipes |                |                |                      |                      |                      |                      |

## Patinação sobre rodas

### Artística
O Chile classificou uma equipe de dois atletas na patinação artística (um homem e uma mulher) como país-sede. 
| Atleta | Evento    | Programa curto | Programa curto | Programa longo | Programa longo | Total     | Total   |
| Atleta | Evento    | Pontuação      | Posição        | Pontuação      | Posição        | Pontuação | Posição |
| ------ | --------- | -------------- | -------------- | -------------- | -------------- | --------- | ------- |
|        | Masculino |                |                |                |                |           |         |
|        | Feminino  |                |                |                |                |           |         |

### Velocidade
O Brasil classificou uma equipe de quatro atletas (dois homens e duas mulheres) como país-sede.
Masculino
| Atleta | Evento                 | Preliminar | Preliminar | Semifinal | Semifinal | Final | Final   |
| Atleta | Evento                 | Tempo      | Posição    | Tempo     | Posição   | Tempo | Posição |
| ------ | ---------------------- | ---------- | ---------- | --------- | --------- | ----- | ------- |
|        | 200 m contra o relógio | —          | —          | —         | —         |       |         |
|        | 500 m + distância      |            |            |           |           |       |         |
|        | 10000 m eliminação     |            |            |           |           |       |         |
|        | 1000 m velocidade      |            |            |           |           |       |         |

Masculino
| Atleta | Evento                 | Preliminar | Preliminar | Semifinal | Semifinal | Final | Final   |
| Atleta | Evento                 | Tempo      | Posição    | Tempo     | Posição   | Tempo | Posição |
| ------ | ---------------------- | ---------- | ---------- | --------- | --------- | ----- | ------- |
|        | 200 m contra o relógio | —          | —          | —         | —         |       |         |
|        | 500 m + distância      |            |            |           |           |       |         |
|        | 10000 m eliminação     |            |            |           |           |       |         |
|        | 1000 m velocidade      |            |            |           |           |       |         |

### Skate
O Brasil classificou uma equipe de quatro atletas (dois homens e duas mulheres) como país-sede.
Masculino
| Atleta | Evento | Classificação | Classificação | Final     | Final   |
| Atleta | Evento | Pontuação     | Posição       | Pontuação | Posição |
| ------ | ------ | ------------- | ------------- | --------- | ------- |
|        | Park   |               |               |           |         |
|        | Street |               |               |           |         |

Feminino
| Atleta | Evento | Classificação | Classificação | Final     | Final   |
| Atleta | Evento | Pontuação     | Posição       | Pontuação | Posição |
| ------ | ------ | ------------- | ------------- | --------- | ------- |
|        | Park   |               |               |           |         |
|        | Street |               |               |           |         |

## Pelota basca
O Chile classificou uma equipe completa de 12 atletas (seis homens e seis mulheres) como país-sede.
Masculino
| Atleta | Evento                            | Fase preliminar   | Fase preliminar   | Fase preliminar   | Fase preliminar   | Fase preliminar | Semifinal         | Final / MB        | Posição |
| Atleta | Evento                            | Partida 1         | Partida 2         | Partida 3         | Partida 4         | Posição         | Semifinal         | Final / MB        | Posição |
| Atleta | Evento                            | Adversário Placar | Adversário Placar | Adversário Placar | Adversário Placar | Posição         | Adversário Placar | Adversário Placar | Posição |
| ------ | --------------------------------- | ----------------- | ----------------- | ----------------- | ----------------- | --------------- | ----------------- | ----------------- | ------- |
|        | Pelota de goma frontón individual |                   |                   |                   |                   |                 |                   |                   |         |
|        | Trinquete duplas                  |                   |                   |                   |                   |                 |                   |                   |         |
|        | Frontênis duplas                  |                   |                   |                   |                   |                 |                   |                   |         |
|        | Frontball                         |                   |                   |                   |                   |                 |                   |                   |         |

Feminino
| Atleta | Evento                            | Fase preliminar   | Fase preliminar   | Fase preliminar   | Fase preliminar   | Fase preliminar | Semifinal         | Final / MB        | Posição |
| Atleta | Evento                            | Partida 1         | Partida 2         | Partida 3         | Partida 4         | Posição         | Semifinal         | Final / MB        | Posição |
| Atleta | Evento                            | Adversário Placar | Adversário Placar | Adversário Placar | Adversário Placar | Posição         | Adversário Placar | Adversário Placar | Posição |
| ------ | --------------------------------- | ----------------- | ----------------- | ----------------- | ----------------- | --------------- | ----------------- | ----------------- | ------- |
|        | Pelota de goma frontón individual |                   |                   |                   |                   |                 |                   |                   |         |
|        | Trinquete duplas                  |                   |                   |                   |                   |                 |                   |                   |         |
|        | Frontênis duplas                  |                   |                   |                   |                   |                 |                   |                   |         |
|        | Frontball                         |                   |                   |                   |                   |                 |                   |                   |         |

## Pentatlo moderno
O Chile classificou quatro pentatletas (dois homens e duas mulheres) como país-sede.
| Atleta | Evento                | Esgrima (Espada um toque) | Esgrima (Espada um toque) | Esgrima (Espada um toque) | Esgrima (Espada um toque) | Natação (200 m nado livre) | Natação (200 m nado livre) | Natação (200 m nado livre) | Hipismo (Saltos) | Hipismo (Saltos) | Hipismo (Saltos) | Tiro / Corrida (pistola a laser 10 m / 3000 m cross-country) | Tiro / Corrida (pistola a laser 10 m / 3000 m cross-country) | Tiro / Corrida (pistola a laser 10 m / 3000 m cross-country) | Total  | Total   |
| Atleta | Evento                | V – D                     | Posição                   | Pontos                    | PB                        | Tempo                      | Posição                    | Pontos                     | Penalidades      | Posição          | Pontos           | Tempo                                                        | Posição                                                      | Pontos                                                       | Pontos | Posição |
| ------ | --------------------- | ------------------------- | ------------------------- | ------------------------- | ------------------------- | -------------------------- | -------------------------- | -------------------------- | ---------------- | ---------------- | ---------------- | ------------------------------------------------------------ | ------------------------------------------------------------ | ------------------------------------------------------------ | ------ | ------- |
|        | Masculino             |                           |                           |                           |                           |                            |                            |                            |                  |                  |                  |                                                              |                                                              |                                                              |        |         |
|        |                       |                           |                           |                           |                           |                            |                            |                            |                  |                  |                  |                                                              |                                                              |                                                              |        |         |
|        | Revezamento masculino |                           |                           |                           |                           |                            |                            |                            |                  |                  |                  |                                                              |                                                              |                                                              |        |         |
|        | Feminino              |                           |                           |                           |                           |                            |                            |                            |                  |                  |                  |                                                              |                                                              |                                                              |        |         |
|        |                       |                           |                           |                           |                           |                            |                            |                            |                  |                  |                  |                                                              |                                                              |                                                              |        |         |
|        | Revezamento feminino  |                           |                           |                           |                           |                            |                            |                            |                  |                  |                  |                                                              |                                                              |                                                              |        |         |
|        | Revezamento misto     |                           |                           |                           |                           |                            |                            |                            |                  |                  |                  |                                                              |                                                              |                                                              |        |         |

## Polo aquático

### Masculino
O Chile classificou uma equipe masculina (de 11 atletas) como país-sede.
Sumário
| Equipe          | Evento    | Fase de grupos       | Fase de grupos       | Fase de grupos       | Fase de grupos | Semifinal            | Final / MB / Po.     | Final / MB / Po. |
| Equipe          | Evento    | Adversário Resultado | Adversário Resultado | Adversário Resultado | Posição        | Adversário Resultado | Adversário Resultado | Posição          |
| --------------- | --------- | -------------------- | -------------------- | -------------------- | -------------- | -------------------- | -------------------- | ---------------- |
| Chile masculino | Masculino |                      |                      |                      |                |                      |                      |                  |

### Feminino
O Chile classificou uma equipe feminina (de 11 atletas) como país-sede.
Sumário
| Equipe         | Evento   | Fase de grupos       | Fase de grupos       | Fase de grupos       | Fase de grupos | Semifinal            | Final / MB / Po.     | Final / MB / Po. |
| Equipe         | Evento   | Adversário Resultado | Adversário Resultado | Adversário Resultado | Posição        | Adversário Resultado | Adversário Resultado | Posição          |
| -------------- | -------- | -------------------- | -------------------- | -------------------- | -------------- | -------------------- | -------------------- | ---------------- |
| Chile feminino | Feminino |                      |                      |                      |                |                      |                      |                  |

## Raquetebol
O Chile, como país-sede, classificou a equipe máxima de seis atletas (três homens e três mulheres).
| Atleta | Evento               | Fase de grupos       | Fase de grupos       | Fase de grupos       | Fase de grupos | Oitavas-de-final     | Quartas-de-final     | Semifinal            | Final                | Final   |
| Atleta | Evento               | Adversário Resultado | Adversário Resultado | Adversário Resultado | Posição        | Adversário Resultado | Adversário Resultado | Adversário Resultado | Adversário Resultado | Posição |
| ------ | -------------------- | -------------------- | -------------------- | -------------------- | -------------- | -------------------- | -------------------- | -------------------- | -------------------- | ------- |
|        | Individual masculino |                      |                      |                      |                |                      |                      |                      |                      |         |
|        |                      |                      |                      |                      |                |                      |                      |                      |                      |         |
|        | Individual feminino  |                      |                      |                      |                |                      |                      |                      |                      |         |
|        |                      |                      |                      |                      |                |                      |                      |                      |                      |         |
|        | Duplas masculinas    |                      |                      |                      |                |                      |                      |                      |                      |         |
|        | Duplas femininas     |                      |                      |                      |                |                      |                      |                      |                      |         |
|        | Duplas mistas        |                      |                      |                      |                |                      |                      |                      |                      |         |
|        | Equipes masculinas   | —                    | —                    | —                    | —              |                      |                      |                      |                      |         |
|        | Equipes femininas    | —                    | —                    | —                    | —              |                      |                      |                      |                      |         |

## Remo
O Chile classificou uma equipe de 21 remadores (dez homens, dez mulheres e um timoneiro) como país-sede.
Masculino
| Atleta | Evento                | Eliminatória | Eliminatória | Repescagem | Repescagem | Semifinal | Semifinal | Final A/B | Final A/B |
| Atleta | Evento                | Tempo        | Posição      | Tempo      | Posição    | Tempo     | Posição   | Tempo     | Posição   |
| ------ | --------------------- | ------------ | ------------ | ---------- | ---------- | --------- | --------- | --------- | --------- |
|        | Skiff simples         |              |              |            |            |           |           |           |           |
|        | Skiff duplo           |              |              |            |            | —         | —         |           |           |
|        | Skiff quádruplo       |              |              | —          | —          | —         | —         |           |           |
|        | Dois sem              |              |              | —          | —          | —         | —         |           |           |
|        | Quatro sem            |              |              | —          | —          | —         | —         |           |           |
|        | Skiff duplo peso leve |              |              |            |            | —         | —         |           |           |

Feminino
| Atleta | Evento                | Eliminatória | Eliminatória | Repescagem | Repescagem | Semifinal | Semifinal | Final A/B | Final A/B |
| Atleta | Evento                | Tempo        | Posição      | Tempo      | Posição    | Tempo     | Posição   | Tempo     | Posição   |
| ------ | --------------------- | ------------ | ------------ | ---------- | ---------- | --------- | --------- | --------- | --------- |
|        | Skiff simples         |              |              |            |            |           |           |           |           |
|        | Skiff duplo           |              |              |            |            | —         | —         |           |           |
|        | Skiff quádruplo       |              |              | —          | —          | —         | —         |           |           |
|        | Dois sem              |              |              | —          | —          | —         | —         |           |           |
|        | Quatro sem            |              |              | —          | —          | —         | —         |           |           |
|        | Skiff duplo peso leve |              |              |            |            | —         | —         |           |           |

Misto
| Atleta | Evento   | Final | Final   |
| Atleta | Evento   | Tempo | Posição |
| ------ | -------- | ----- | ------- |
|        | Oito com |       |         |

## Rugby sevens

### Masculino
O Chile classificou uma equipe masculina (de 12 atletas) como país-sede.
Sumário
| Equipe          | Evento    | Fase de grupos       | Fase de grupos       | Fase de grupos       | Fase de grupos | Semifinal            | Final / MB / Po.     | Final / MB / Po. |
| Equipe          | Evento    | Adversário Resultado | Adversário Resultado | Adversário Resultado | Posição        | Adversário Resultado | Adversário Resultado | Posição          |
| --------------- | --------- | -------------------- | -------------------- | -------------------- | -------------- | -------------------- | -------------------- | ---------------- |
| Chile masculino | Masculino |                      |                      |                      |                |                      |                      |                  |

### Feminino
O Chile classificou uma equipe feminina (de 12 atletas) como país-sede.
Sumário
| Equipe         | Evento   | Fase de grupos       | Fase de grupos       | Fase de grupos       | Fase de grupos | Semifinal            | Final / MB / Po.     | Final / MB / Po. |
| Equipe         | Evento   | Adversário Resultado | Adversário Resultado | Adversário Resultado | Posição        | Adversário Resultado | Adversário Resultado | Posição          |
| -------------- | -------- | -------------------- | -------------------- | -------------------- | -------------- | -------------------- | -------------------- | ---------------- |
| Chile feminino | Feminino |                      |                      |                      |                |                      |                      |                  |

## Saltos ornamentais
O Chile classificou uma equipe completa de 10 atletas (cinco homens e cinco mulheres) com país-sede.
Masculino
| Atleta | Evento                          | Preliminar | Preliminar | Final  | Final   |
| Atleta | Evento                          | Pontos     | Posição    | Pontos | Posição |
| ------ | ------------------------------- | ---------- | ---------- | ------ | ------- |
|        | Trampolim de 1 m                |            |            |        |         |
|        |                                 |            |            |        |         |
|        | Trampolim de 3 m                |            |            |        |         |
|        |                                 |            |            |        |         |
|        | Plataforma de 10 m              |            |            |        |         |
|        |                                 |            |            |        |         |
|        | Trampolim de 3 m sincronizado   | —          | —          |        |         |
|        | Plataforma de 10 m sincronizado | —          | —          |        |         |

Feminino
| Atleta | Evento                          | Preliminar | Preliminar | Final  | Final   |
| Atleta | Evento                          | Pontos     | Posição    | Pontos | Posição |
| ------ | ------------------------------- | ---------- | ---------- | ------ | ------- |
|        | Trampolim de 1 m                |            |            |        |         |
|        |                                 |            |            |        |         |
|        | Trampolim de 3 m                |            |            |        |         |
|        |                                 |            |            |        |         |
|        | Plataforma de 10 m              |            |            |        |         |
|        |                                 |            |            |        |         |
|        | Trampolim de 3 m sincronizado   | —          | —          |        |         |
|        | Plataforma de 10 m sincronizado | —          | —          |        |         |

## Softbol
O Chile classificou uma equipe feminina (de 18 atletas) como país-sede.
Sumário
| Equipe         | Evento   | Fase de grupos       | Fase de grupos       | Fase de grupos       | Fase de grupos | Semifinal            | Final / MB / Po.     | Final / MB / Po. |
| Equipe         | Evento   | Adversário Resultado | Adversário Resultado | Adversário Resultado | Posição        | Adversário Resultado | Adversário Resultado | Posição          |
| -------------- | -------- | -------------------- | -------------------- | -------------------- | -------------- | -------------------- | -------------------- | ---------------- |
| Chile feminino | Feminino |                      |                      |                      |                |                      |                      |                  |

## Squash
O Chile classificou uma equipe complete de 6 atletas (três homens e três mulheres) como país-sede.
Masculino
| Atleta | Evento     | Fase de grupos       | Fase de grupos       | Fase de grupos | 16-avos-de-final     | Oitavas-de-final     | Quartas-de-final     | Semifinal / Cl.      | Final / MB / Po.     | Final / MB / Po. |
| Atleta | Evento     | Adversário Resultado | Adversário Resultado | Posição        | Adversário Resultado | Adversário Resultado | Adversário Resultado | Adversário Resultado | Adversário Resultado | Posição          |
| ------ | ---------- | -------------------- | -------------------- | -------------- | -------------------- | -------------------- | -------------------- | -------------------- | -------------------- | ---------------- |
|        | Individual | —                    | —                    | —              |                      |                      |                      |                      |                      |                  |
|        | Individual | —                    | —                    | —              |                      |                      |                      |                      |                      |                  |
|        | Duplas     | —                    | —                    | —              | —                    |                      |                      |                      |                      |                  |
|        | Equipes    |                      |                      |                | —                    |                      |                      |                      |                      |                  |

Feminino
| Atleta | Evento     | Fase de grupos       | Fase de grupos       | Fase de grupos | 16-avos-de-final     | Oitavas-de-final     | Quartas-de-final     | Semifinal / Cl.      | Final / MB / Po.     | Final / MB / Po. |
| Atleta | Evento     | Adversário Resultado | Adversário Resultado | Posição        | Adversário Resultado | Adversário Resultado | Adversário Resultado | Adversário Resultado | Adversário Resultado | Posição          |
| ------ | ---------- | -------------------- | -------------------- | -------------- | -------------------- | -------------------- | -------------------- | -------------------- | -------------------- | ---------------- |
|        | Individual | —                    | —                    | —              |                      |                      |                      |                      |                      |                  |
|        | Individual | —                    | —                    | —              |                      |                      |                      |                      |                      |                  |
|        | Duplas     | —                    | —                    | —              | —                    |                      |                      |                      |                      |                  |
|        | Equipes    |                      |                      |                | —                    |                      |                      |                      |                      |                  |

## Surfe
O Chile classificou uma equipe completa de 10 surfistas (cinco homens e cinco mulheres) como país-sede.
Artístico
| Atleta | Evento               | Rodada 1             | Rodada 2             | Rodada 3             | Rodada 4             | Repescagem 1         | Repescagem 2         | Repescagem 3         | Repescagem 4         | Repescagem 5         | Final / MB           | Final / MB |
| Atleta | Evento               | Adversário Resultado | Adversário Resultado | Adversário Resultado | Adversário Resultado | Adversário Resultado | Adversário Resultado | Adversário Resultado | Adversário Resultado | Adversário Resultado | Adversário Resultado | Posição    |
| ------ | -------------------- | -------------------- | -------------------- | -------------------- | -------------------- | -------------------- | -------------------- | -------------------- | -------------------- | -------------------- | -------------------- | ---------- |
|        | Shortboard masculino |                      |                      |                      |                      |                      |                      |                      |                      |                      |                      |            |
|        |                      |                      |                      |                      |                      |                      |                      |                      |                      |                      |                      |            |
|        | Shortboard feminino  |                      |                      |                      |                      |                      |                      |                      |                      |                      |                      |            |
|        |                      |                      |                      |                      |                      |                      |                      |                      |                      |                      |                      |            |
|        | Stand up masculino   |                      |                      |                      |                      |                      |                      |                      |                      |                      |                      |            |
|        | Stand up feminino    |                      |                      |                      |                      |                      |                      |                      |                      |                      |                      |            |
|        | Longboard masculino  |                      |                      |                      |                      |                      |                      |                      |                      |                      |                      |            |
|        | Longboard feminino   |                      |                      |                      |                      |                      |                      |                      |                      |                      |                      |            |

Corrida
| Atleta | Evento                     | Tempo | Posição |
| ------ | -------------------------- | ----- | ------- |
|        | Stand up corrida masculino |       |         |
|        | Stand up corrida feminino  |       |         |

## Taekwondo
O Chile classificou uma equipe completa de 10 atletas (cinco homens e cinco mulheres) como país-sede. 
Kyorugi
Masculino
| Atleta | Evento | Oitavas-de-final     | Quartas-de-final     | Semifinais           | Repescagem           | Final / MB           | Final / MB |
| Atleta | Evento | Adversário Resultado | Adversário Resultado | Adversário Resultado | Adversário Resultado | Adversário Resultado | Posição    |
| ------ | ------ | -------------------- | -------------------- | -------------------- | -------------------- | -------------------- | ---------- |
|        | –58 kg |                      |                      |                      |                      |                      |            |
|        | –68 kg |                      |                      |                      |                      |                      |            |
|        | –80 kg |                      |                      |                      |                      |                      |            |
|        | +80 kg |                      |                      |                      |                      |                      |            |

Feminino
| Atleta | Evento | Oitavas-de-final     | Quartas-de-final     | Semifinais           | Repescagem           | Final / MB           | Final / MB |
| Atleta | Evento | Adversário Resultado | Adversário Resultado | Adversário Resultado | Adversário Resultado | Adversário Resultado | Posição    |
| ------ | ------ | -------------------- | -------------------- | -------------------- | -------------------- | -------------------- | ---------- |
|        | -49 kg |                      |                      |                      |                      |                      |            |
|        | -57 kg |                      |                      |                      |                      |                      |            |
|        | -67 kg |                      |                      |                      |                      |                      |            |
|        | +67 kg |                      |                      |                      |                      |                      |            |

Poomsae
| Atleta | Evento    | Oitavas-de-final     | Quartas-de-final     | Semifinais           | Repescagem           | Final / BM           | Final / BM |
| Atleta | Evento    | Adversário Resultado | Adversário Resultado | Adversário Resultado | Adversário Resultado | Adversário Resultado | Posição    |
| ------ | --------- | -------------------- | -------------------- | -------------------- | -------------------- | -------------------- | ---------- |
|        | Masculino |                      |                      |                      |                      |                      |            |
|        | Feminino  |                      |                      |                      |                      |                      |            |
|        | Dupla     |                      |                      |                      |                      |                      |            |

## Tênis
O Chile classificou uma equipe completa de seis atletas (três homens e três mulheres) como país-sede. 
Masculino
| Atleta | Evento  | Primeira rodada      | Segunda rodada       | Oitavas-de-final     | Quartas-de-final     | Semifinal            | Final / MB           | Final / MB |
| Atleta | Evento  | Adversário Resultado | Adversário Resultado | Adversário Resultado | Adversário Resultado | Adversário Resultado | Adversário Resultado | Posição    |
| ------ | ------- | -------------------- | -------------------- | -------------------- | -------------------- | -------------------- | -------------------- | ---------- |
|        | Simples | Bye                  |                      |                      |                      |                      |                      |            |
|        | Simples | Bye                  |                      |                      |                      |                      |                      |            |
|        | Simples | Predefinição:Bye     |                      |                      |                      |                      |                      |            |
|        | Duplas  | —                    | Bye                  |                      |                      |                      |                      |            |

Feminino
| Atleta | Evento  | Primeira rodada      | Segunda rodada       | Oitavas-de-final     | Quartas-de-final     | Semifinal            | Final / MB           | Final / MB |
| Atleta | Evento  | Adversário Resultado | Adversário Resultado | Adversário Resultado | Adversário Resultado | Adversário Resultado | Adversário Resultado | Posição    |
| ------ | ------- | -------------------- | -------------------- | -------------------- | -------------------- | -------------------- | -------------------- | ---------- |
|        | Simples | Bye                  |                      |                      |                      |                      |                      |            |
|        | Simples | Predefinição:Bye     |                      |                      |                      |                      |                      |            |
|        | Simples | Bye                  |                      |                      |                      |                      |                      |            |
|        | Duplas  | —                    | Bye                  |                      |                      |                      |                      |            |

Misto
| Atleta | Evento | Oitavas-de-final     | Quartas-de-final     | Semifinal            | Final / MB           | Final / MB |
| Atleta | Evento | Adversário Resultado | Adversário Resultado | Adversário Resultado | Adversário Resultado | Posição    |
| ------ | ------ | -------------------- | -------------------- | -------------------- | -------------------- | ---------- |
|        | Duplas | —                    |                      |                      |                      |            |

## Tênis de mesa
O Chile qualificou uma equipe completa de seis atletas (três homens e três mulheres) como país-sede. 
Masculino
| Atleta | Evento     | Fase de grupos       | Fase de grupos       | Fase de grupos       | Fase de grupos | Primeira rodada      | Segunda rodada       | Quartas-de-final     | Semifinal            | Final / MB           | Final / MB |
| Atleta | Evento     | Adversário Resultado | Adversário Resultado | Adversário Resultado | Posição        | Adversário Resultado | Adversário Resultado | Adversário Resultado | Adversário Resultado | Adversário Resultado | Posição    |
| ------ | ---------- | -------------------- | -------------------- | -------------------- | -------------- | -------------------- | -------------------- | -------------------- | -------------------- | -------------------- | ---------- |
|        | Individual | —                    | —                    | —                    | —              |                      |                      |                      |                      |                      |            |
|        | Individual | —                    |                      |                      |                |                      |                      |                      |                      |                      |            |
|        | Dupla      | —                    | —                    | —                    | —              | —                    | —                    |                      |                      |                      |            |
|        | Equipe     | —                    |                      |                      |                | —                    | —                    |                      |                      |                      |            |

Feminino
| Atleta | Evento     | Fase de grupos       | Fase de grupos       | Fase de grupos       | Fase de grupos | Primeira rodada      | Segunda rodada       | Quartas-de-final     | Semifinal            | Final / MB           | Final / MB |
| Atleta | Evento     | Adversário Resultado | Adversário Resultado | Adversário Resultado | Posição        | Adversário Resultado | Adversário Resultado | Adversário Resultado | Adversário Resultado | Adversário Resultado | Posição    |
| ------ | ---------- | -------------------- | -------------------- | -------------------- | -------------- | -------------------- | -------------------- | -------------------- | -------------------- | -------------------- | ---------- |
|        | Individual | —                    | —                    | —                    | —              |                      |                      |                      |                      |                      |            |
|        | Individual | —                    |                      |                      |                |                      |                      |                      |                      |                      |            |
|        | Dupla      | —                    | —                    | —                    | —              | —                    | —                    |                      |                      |                      |            |
|        | Equipe     | —                    |                      |                      |                | —                    | —                    |                      |                      |                      |            |

Misto
| Atleta | Evento | Primeira rodada      | Quartas-de-final     | Semifinal            | Final / MB           | Final / MB |
| Atleta | Evento | Adversário Resultado | Adversário Resultado | Adversário Resultado | Adversário Resultado | Posição    |
| ------ | ------ | -------------------- | -------------------- | -------------------- | -------------------- | ---------- |
|        | Dupla  |                      |                      |                      |                      |            |

## Tiro com arco
O Chile classificou uma equipe de 8 arqueiros (quatro homens e quatro mulheres) como país-sede. 
Masculino
| Atleta | Evento              | Fase de ranqueamento | Fase de ranqueamento | 16-avos-de-final     | Oitavas-de-final     | Quartas-de-final     | Semifinais           | Final / MB           | Rank |
| Atleta | Evento              | Pontuação            | Chaveamento          | Adversário Pontuação | Adversário Pontuação | Adversário Pontuação | Adversário Pontuação | Adversário Pontuação | Rank |
| ------ | ------------------- | -------------------- | -------------------- | -------------------- | -------------------- | -------------------- | -------------------- | -------------------- | ---- |
|        | Recurvo individual  |                      |                      |                      |                      |                      |                      |                      |      |
|        |                     |                      |                      |                      |                      |                      |                      |                      |      |
|        |                     |                      |                      |                      |                      |                      |                      |                      |      |
|        | Composto individual |                      |                      |                      |                      |                      |                      |                      |      |
|        | Recurvo equipes     |                      |                      | —                    | —                    |                      |                      |                      |      |

Feminino
| Atleta | Evento              | Fase de ranqueamento | Fase de ranqueamento | 16-avos-de-final     | Oitavas-de-final     | Quartas-de-final     | Semifinais           | Final / MB           | Rank |
| Atleta | Evento              | Pontuação            | Chaveamento          | Adversário Pontuação | Adversário Pontuação | Adversário Pontuação | Adversário Pontuação | Adversário Pontuação | Rank |
| ------ | ------------------- | -------------------- | -------------------- | -------------------- | -------------------- | -------------------- | -------------------- | -------------------- | ---- |
|        | Recurvo individual  |                      |                      |                      |                      |                      |                      |                      |      |
|        |                     |                      |                      |                      |                      |                      |                      |                      |      |
|        |                     |                      |                      |                      |                      |                      |                      |                      |      |
|        | Composto individual |                      |                      |                      |                      |                      |                      |                      |      |
|        | Recurvo equipes     |                      |                      | —                    | —                    |                      |                      |                      |      |

Misto
| Atleta | Evento           | Fase de ranqueamento | Fase de ranqueamento | 16-avos-de-final     | Oitavas-de-final     | Quartas-de-final     | Semifinais           | Final / MB           | Rank |
| Atleta | Evento           | Pontuação            | Chaveamento          | Adversário Pontuação | Adversário Pontuação | Adversário Pontuação | Adversário Pontuação | Adversário Pontuação | Rank |
| ------ | ---------------- | -------------------- | -------------------- | -------------------- | -------------------- | -------------------- | -------------------- | -------------------- | ---- |
|        | Recurvo equipes  |                      |                      | —                    | —                    |                      |                      |                      |      |
|        | Composto equipes |                      |                      | —                    | —                    |                      |                      |                      |      |

## Tiro esportivo
O Chile classificou automaticamente cinco atiradores (dois na pistola, dois na carabina e um na espingarda) como país-sede.
O Chile classificou um total de 10 atiradores esportivos no Campeonato das Américas de Tiro de 2022. O Chile também classificou dois atiradores nos Jogos Sul-Americanos de 2022.
Masculino
Pistola e carabina
| Atleta | Evento                      | Classificação | Classificação | Final  | Final   |
| Atleta | Evento                      | Pontos        | Posição       | Pontos | Posição |
| ------ | --------------------------- | ------------- | ------------- | ------ | ------- |
|        | Tiro rápido 25 m            |               |               |        |         |
|        | Carabina de ar 10 m         |               |               |        |         |
|        | Carabina três posições 50 m |               |               |        |         |

Masculino
Espingarda
| Atleta | Evento         | Classificação | Classificação | Semifinal | Semifinal | Final / MB           | Final / MB |
| Atleta | Evento         | Pontos        | Posição       | Pontos    | Posição   | Adversário Resultado | Posição    |
| ------ | -------------- | ------------- | ------------- | --------- | --------- | -------------------- | ---------- |
|        | Fossa olímpica |               |               |           |           |                      |            |
|        |                |               |               |           |           |                      |            |
|        | Skeet          |               |               |           |           |                      |            |
|        |                |               |               |           |           |                      |            |

Feminino
Pistola e carabina
| Atleta | Evento              | Classificação | Classificação | Final  | Final   |
| Atleta | Evento              | Pontos        | Posição       | Pontos | Posição |
| ------ | ------------------- | ------------- | ------------- | ------ | ------- |
|        | Carabina de ar 10 m |               |               |        |         |
|        |                     |               |               |        |         |

Feminino
Espingarda
| Atleta | Evento         | Classificação | Classificação | Semifinal | Semifinal | Final / MB           | Final / MB |
| Atleta | Evento         | Pontos        | Posição       | Pontos    | Posição   | Adversário Resultado | Posição    |
| ------ | -------------- | ------------- | ------------- | --------- | --------- | -------------------- | ---------- |
|        | Fossa olímpica |               |               |           |           |                      |            |
|        | Skeet          |               |               |           |           |                      |            |
|        |                |               |               |           |           |                      |            |

## Triatlo
O Chile classificou uma equipe de quatro triatletas (dois homens e duas mulheres) como país-sede. 
| Atleta | Evento               | Natação (1.5 km) | Trans 1 | Ciclismo (40 km) | Trans 2 | Corrida (10 km) | Total | Posição |
| ------ | -------------------- | ---------------- | ------- | ---------------- | ------- | --------------- | ----- | ------- |
|        | Individual masculino |                  |         |                  |         |                 |       |         |
|        |                      |                  |         |                  |         |                 |       |         |
|        | Individual feminino  |                  |         |                  |         |                 |       |         |
|        |                      |                  |         |                  |         |                 |       |         |

Revezamento misto
| Atleta | Evento            | Natação (300 m) | Transição 1 | Ciclismo (6.6 km) | Transição 2 | Corrida (1.5 km) | Total | Posição |
| ------ | ----------------- | --------------- | ----------- | ----------------- | ----------- | ---------------- | ----- | ------- |
|        | Revezamento misto |                 |             |                   |             |                  |       | —       |
|        | Revezamento misto |                 |             |                   |             |                  |       | —       |
|        | Revezamento misto |                 |             |                   |             |                  |       | —       |
|        | Revezamento misto |                 |             |                   |             |                  |       | —       |
| Total  | Revezamento misto | —               | —           | —                 | —           | —                |       |         |

## Vela
O Chile classificou 12 barcos para um total de 18 velejadores como país-sede. Além disso, o Chile classificou um velejador extra após vencer uma categoria nos Jogos Pan-Americanos Júnior de 2021. 
Masculino
| Atleta          | Evento  | Regata | Regata | Regata | Regata | Regata | Regata | Regata | Regata | Regata | Regata | Regata | Regata | Regata | Total  | Total   |
| Atleta          | Evento  | 1      | 2      | 3      | 4      | 5      | 6      | 7      | 8      | 9      | 10     | 11     | 12     | M      | Pontos | Posição |
| --------------- | ------- | ------ | ------ | ------ | ------ | ------ | ------ | ------ | ------ | ------ | ------ | ------ | ------ | ------ | ------ | ------- |
|                 | IQFoil  |        |        |        |        |        |        |        |        |        |        |        |        |        |        |         |
| Clemente Seguel | Laser   |        |        |        |        |        |        |        |        |        |        | —      | —      |        |        |         |
|                 | Laser   |        |        |        |        |        |        |        |        |        |        | —      | —      |        |        |         |
|                 | Sunfish |        |        |        |        |        |        |        |        |        |        | —      | —      |        |        |         |
|                 | Kites   |        |        |        |        |        |        |        |        |        |        | —      | —      |        |        |         |
|                 | 49er    |        |        |        |        |        |        |        |        |        |        |        |        |        |        |         |

Feminino
| Atleta | Evento       | Regata | Regata | Regata | Regata | Regata | Regata | Regata | Regata | Regata | Regata | Regata | Regata | Regata | Total  | Total   |
| Atleta | Evento       | 1      | 2      | 3      | 4      | 5      | 6      | 7      | 8      | 9      | 10     | 11     | 12     | M      | Pontos | Posição |
| ------ | ------------ | ------ | ------ | ------ | ------ | ------ | ------ | ------ | ------ | ------ | ------ | ------ | ------ | ------ | ------ | ------- |
|        | IQFoil       |        |        |        |        |        |        |        |        |        |        |        |        |        |        |         |
|        | Laser radial |        |        |        |        |        |        |        |        |        |        | —      | —      |        |        |         |
|        | Sunfish      |        |        |        |        |        |        |        |        |        |        | —      | —      |        |        |         |
|        | Kites        |        |        |        |        |        |        |        |        |        |        | —      | —      |        |        |         |

Misto
| Atleta | Evento    | Regata | Regata | Regata | Regata | Regata | Regata | Regata | Regata | Regata | Regata | Regata | Regata | Regata | Total  | Total   |
| Atleta | Evento    | 1      | 2      | 3      | 4      | 5      | 6      | 7      | 8      | 9      | 10     | 11     | 12     | M      | Pontos | Posição |
| ------ | --------- | ------ | ------ | ------ | ------ | ------ | ------ | ------ | ------ | ------ | ------ | ------ | ------ | ------ | ------ | ------- |
|        | Snipe     |        |        |        |        |        |        |        |        |        |        | —      | —      |        |        |         |
|        | Lightning |        |        |        |        |        |        |        |        |        |        | —      | —      |        |        |         |
|        | Nacra 17  |        |        |        |        |        |        |        |        |        |        |        |        |        |        |         |

## Voleibol
Praia
O Chile classificou uma dupla masculina e uma feminina, para um total de quatro atletas, como país-sede.
| Atleta | Evento    | Fase de grupos       | Fase de grupos       | Fase de grupos       | Fase de grupos | Oitavas-de-final     | Quartas-de-final     | Semifinal            | Final / MB           | Final / MB |
| Atleta | Evento    | Adversário Resultado | Adversário Resultado | Adversário Resultado | Posição        | Adversário Resultado | Adversário Resultado | Adversário Resultado | Adversário Resultado | Posição    |
| ------ | --------- | -------------------- | -------------------- | -------------------- | -------------- | -------------------- | -------------------- | -------------------- | -------------------- | ---------- |
|        | Masculino |                      |                      |                      |                | Bye                  |                      |                      |                      |            |
|        | Feminino  |                      |                      |                      |                | Bye                  |                      |                      |                      |            |

Quadra

### Masculino
O Chile classificou uma equipe masculina (de 12 atletas) como país-sede.
Sumário
| Equipe          | Evento    | Fase de grupos       | Fase de grupos       | Fase de grupos       | Fase de grupos | Semifinal            | Final / MB / Po.     | Final / MB / Po. |
| Equipe          | Evento    | Adversário Resultado | Adversário Resultado | Adversário Resultado | Posição        | Adversário Resultado | Adversário Resultado | Posição          |
| --------------- | --------- | -------------------- | -------------------- | -------------------- | -------------- | -------------------- | -------------------- | ---------------- |
| Chile masculino | Masculino |                      |                      |                      |                |                      |                      |                  |

### Feminino
O Chile classificou uma equipe feminina (de 12 atletas) como país-sede.
Sumário
| Equipe         | Evento   | Fase de grupos       | Fase de grupos       | Fase de grupos       | Fase de grupos | Semifinal            | Final / MB / Po.     | Final / MB / Po. |
| Equipe         | Evento   | Adversário Resultado | Adversário Resultado | Adversário Resultado | Posição        | Adversário Resultado | Adversário Resultado | Posição          |
| -------------- | -------- | -------------------- | -------------------- | -------------------- | -------------- | -------------------- | -------------------- | ---------------- |
| Chile feminino | Feminino |                      |                      |                      |                |                      |                      |                  |